# Англійська історична школа економіки
Англійська історична школа — піднапрямок історичної школи в економічній науці, головними положеннями якого були: вивчення історії господарства, аналіз конкретних економічних ситуацій в різних країнах (на відміну від класиків, які вважали, що сформульовані ними закони реалізуються в будь-якій державі і повсякчас). Англійська історична школа економіки, хоча і не настільки відома, як її німецький аналог, прагнула повернення індуктивних методів в економіці після тріумфу дедуктивного підходу Девіда Рікардо на початку XIX століття. Школа вважала себе інтелектуальною спадкоємницею минулих діячів, які підкреслювали емпіризм та індукцію, а саме: Френсіса Бекона та Адама Сміта. До цієї школи належать: Вільям Вевелл, Річард Джонс, Томас Кліфф Леслі, Волтер Беджет, Роджерс Джеймс Едвін Торолд, Арнольд Тойнбі, Вільям Каннінгем і Вільям Ешлі.

## Поняття
Економісти англійської історичної школи мали загальну згоду щодо кількох ідей. Вони застосовували індуктивний підхід до економіки замість дедуктивного, вивченого класичними та неокласичними теоретиками. Представники цієї школи визнали необхідність ретельного статистичного дослідження. Вони відкинули гіпотезу про «максимізацію прибутку» або «обчислення задоволення і болю» як єдину основу для економічного аналізу та політики. На думку представників цієї течії економічної науки, більш розумно базувати економічний аналіз на колективному цілому альтруїстичних окремих осіб. Історичні економісти ХІХ ст. також відкинули думку про те, що приписи економічної політики застосовуватимуться універсально, не враховуючи місця та часу, як це робили послідовники Рікардіанської та Маршаллівської шкіл.
Альфред Маршалл визнав силу поглядів історичної школи у своєму синтезі 1890 року:
|  | Пояснення минулого та передбачення майбутнього — це не різні дії, але однакові дії в протилежних напрямках, одна від наслідку до причини, інша від причини до наслідку. Як сказав Густав фон Шмоллер: "Щоб отримати знання про окремі причини, нам потрібна індукція, остаточний висновок якої — ніщо інше, як інверсія силогізму, яка використовується у дедукції". Індукція та дедукція ґрунтуються на одних і тих самих тенденціях, одних і тих же переконаннях, однакових потребах нашого розуму. |

## Представник школи
Арнольд Тойнбі (1852—1883) — представник англійської історичної школи економіки, автор «Лекцій про промислову революцію в Англії [Архівовано 18 травня 2021 у Wayback Machine.]» (1884), який запровадив у науковий лексикон термін «промислова революція», а також роздумував над поєднанням історії і політичної економії. Вчений вважав, що поєднання цих двох наук може позитивно вплинути на них. Також Арнольд Тойнбі зауважував, що розвиток будь-якої країни не можна визначити, якщо враховувати тільки вплив історії на неї. Автор був зацікавлений у тому, що історичний метод виявив відносність економічних законів.

## Вплив
Джон Стюарт Мілль, Оґюст Конт, Герберт Спенсер впливали на економістів цієї школи. У другій половині правління королеви Вікторії відбувся тріумф еволюційних концепцій у науках (геології, біології та соціології) і перехід від економіки, що базується на «вугіллі та залізі», до економіки, заснованої на спілкуванні, урбанізації, фінансах, та імперії. Підйом історичної школи права забезпечив союзників у боротьбі проти впливу абстрактної теорії. Історичні економісти розглядали класичну та неокласичну економіку як надто офіційну та як раціоналізацію політики вільної торгівлі в колоніальній та імперській обстановці.